# Ostanes II
Ostanes (zm. ok. 358 p.n.e.) - syn króla perskiego Dariusza II z dynastii Achemenidów i jego żony, Parysatis. Podstawowymi źródłami informacji na jego temat są autorzy greccy.

## Rodzice
Według Ktezjasza (cytowanego przez Plutarcha) Dariusz II i Parysatis mieli trzynaścioro dzieci, z których jedynie czwórka dożyła dorosłości. Dziećmi tymi mieli być Arsakes, Cyrus, Oxendras i Artostes. Tego ostatniego niemieccy historycy utożsamiają właśnie z Ostanesem.

## Potomkowie
Według Diodora Sycylijskiego Ostanes był ojcem Arsamesa i tym samym dziadkiem króla perskiego Dariusza III.
Niektóre źródła opisują Ostanesa także jako ojca Sysygambis, matki Dariusza III. Oznaczałoby to, że Arsames i Sysygambis - brat i siotra - wstąpili w związek małżeński, co było praktykowane w ramach dynastii.

## Śmierć
W 358 r. p.n.e. na tron Persji wstąpił Artakserkses III. Rozpoczął swoje panowanie od wymordowania krewnych, których uważał za zagrożenie dla swojej władzy. Jedną z zamordowanych wówczas osób miał być właśnie Ostanes.